# Partido Verde (Brasil)
El Partido Verde (PV) es un partido político de Brasil, constituido tras la dictadura militar, en  17 de enero de 1986. Entre sus fundadores se encuentra Fernando Gabeira, diputado federal y antiguo resistente contra la dictadura. Como otros muchos partidos verdes del mundo su política se basa en el desarrollo sostenible y la socialdemocracia.  Otras políticas del PV serían el federalismo, pacifismo, parlamentarismo y democracia directa.
En las elecciones legislativas del 2002 consiguió cinco diputados. Cuatro años después, en el 2006, subiría hasta los trece diputados con un 3,6% de los votos válidos.
Mientras, en las elecciones presidenciales, apoyó en el 2002 a Lula, consiguiendo con ello un ministerio en el gabinete del nuevo presidente. En las elecciones presidenciales del 2006 retiró el apoyo a Lula.
Aparte de trece diputados federales, tiene 34 diputados estatales. Además, ha participado en coaliciones electorales vencedoras en las elecciones a la gobernadoría de los estados de Amapá, Bahía y Ceará.

## Resultados electorales

### Elecciones presidenciales
|  | 0,2 % |

|  | 27,0 % |

|  | 0,6 % |

|  | 46,4 % |

|  | 61,3 % |

|  | 19,3 % |

|  | 0,6 % |

|  | 1,00 % |

|  | 48,4 % |

|  | 50,9 % |

### Elecciones parlamentarias
|  | 1,4 % |

|  | 3,6 % |

|  | 3,8 % |

|  | 2,1 % |

|  | 1,6 % |